# 市政会館

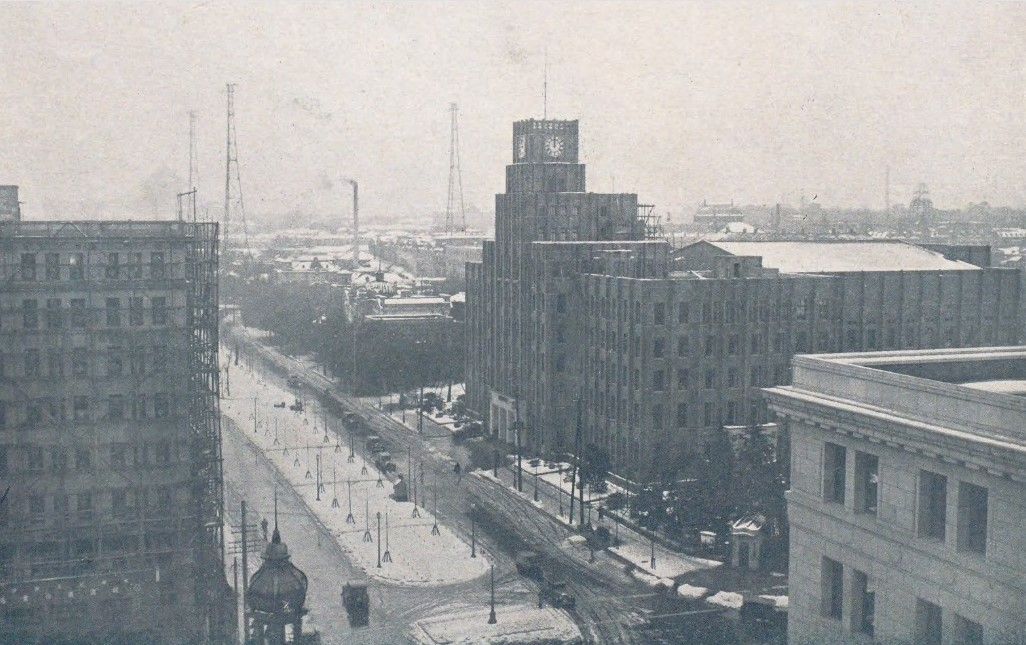
昭和初期。建物の外堀通りに面した側が市政会館、公園側が日比谷公会堂

市政会館（しせいかいかん）は、東京都千代田区日比谷公園内に位置する鉄骨鉄筋コンクリート構造の多目的建築物。公益財団法人後藤・安田記念東京都市研究所が本拠としており、かつて同盟通信社や、その後身の時事通信社が本社を置いたことで知られる。2023年3月16日付で東京都有形文化財に指定された。

## 沿革
1920年12月に東京市長に就任した後藤新平は、地方自治についての調査・研究を行う独立公正の機関の新設を構想した。後藤は、ニュー・ヨーク市政調査会 (New York Bureau of Municipal Research) を範として、1922年2月に東京市政調査会（後に後藤・安田記念東京都市研究所に改称）を設立し、自らは初代会長に就任した。後藤は初代安田善次郎から350万円の寄付を受け（実際の受け渡しは、安田が刺殺されたのちに2代目善次郎によってなされた）、日比谷公園内に本拠を置いた。なお、当初は公園の北東部に建築される予定であったが南東部に変更され、建築物の北側部分が公会堂（日比谷公会堂）、残りが会館とされた。公会堂は東京市が、会館は東京市政調査会がそれぞれ管理することとなった。
建築家8人による指名設計競技の結果、佐藤功一の案が採用され、これをもとに清水組（現・清水建設）が施工し、1929年10月19日に落成した。なお、落成同日より11月10日にかけて、東京市政調査会の主催により関東大震災後の東京市街の復興状況を説明した「帝都復興展覧会」が会館内にて開催され、11万超の入場者を集めた。
1961年6月から1965年8月に近代化に向け主要附帯設備増・改築工事が実施された。
1999年6月11日に、東京都景観条例に基づき日比谷公会堂とともに「東京都選定歴史的建造物」となった。また2003年6月9日、千代田区景観まちづくり条例に基づき「景観まちづくり重要物件」に指定された。
2008年度「近代化産業遺産群　続33」の21番「近代社会の発展とともに花開いた都市の娯楽・消費文化の歩みを物語る近代化産業遺産群」のひとつとして認定された。
2018年1月25日、地下1階の1室に内閣官房領土・主権対策企画調整室による領土・主権展示館が開館し、約2年程入居していた（現在は移転）。

## 意匠
全体は茶褐色のタイルで覆われ、中央に時計塔を配した線対称のデザインとなっている。垂直性と線上性が強いためゴシック建築に見られがちだが、正確にはゴシックのディテールはまったくなく、ゴシック調アール・デコと呼ぶべき建物である。

## 歴代の主な入居団体
1936年に誕生した同盟通信社は、当初は前身の新聞聯合社や日本電報通信社の社屋を本社としていたが、業務の拡大で社屋が手狭になったことから、1942年1月11日に同会館に移転した。1945年（昭和20年）、日本がポツダム宣言を受諾したことを受けて、同盟通信社がGHQから業務停止命令を受け解散し、共同通信社と時事通信社とに分裂すると、両社が引き続き本社として使用した。その後、共同通信社は1966年に港区虎ノ門の共同通信会館に移転したが、時事通信社は会館に残った。しかし、2001年に電通が東証1部に上場すると、大株主である時事通信社は保有する電通株の一部を放出、売却益を元にして、中央区銀座5丁目に存在した「銀座東急ホテル」の跡地に新社屋である時事通信ビルを建築して移転した。

## 文化財
市政会館・日比谷公会堂が東京都景観条例に基づく「東京都選定歴史的建造物」に選定された。 - 平成11年6月選定
令和5年（2023年）3月16日に東京都選定歴史的建造物解除に伴い、東京都有形文化財に指定。
建設年 - 昭和4年（1929年）、設計者 - 佐藤功一、構造規模 - 鉄骨鉄筋コンクリート造6階塔屋4階、概要 - わが国最初の公会堂建築。日比谷公園のシンボル的存在。

## アクセス
- 都営地下鉄三田線 - 内幸町駅（A-7出口）より徒歩2分
- 東京メトロ丸ノ内線 - 霞ケ関駅（B1a出口）より徒歩4分
- 東京メトロ千代田線 - 霞ケ関駅（C-3出口）より徒歩3分
- 東京メトロ千代田線又は日比谷線 - 日比谷駅（A-14出口）より徒歩3分
- JR東日本山手線ほか - 新橋駅（日比谷口）より徒歩10分

## ギャラリー

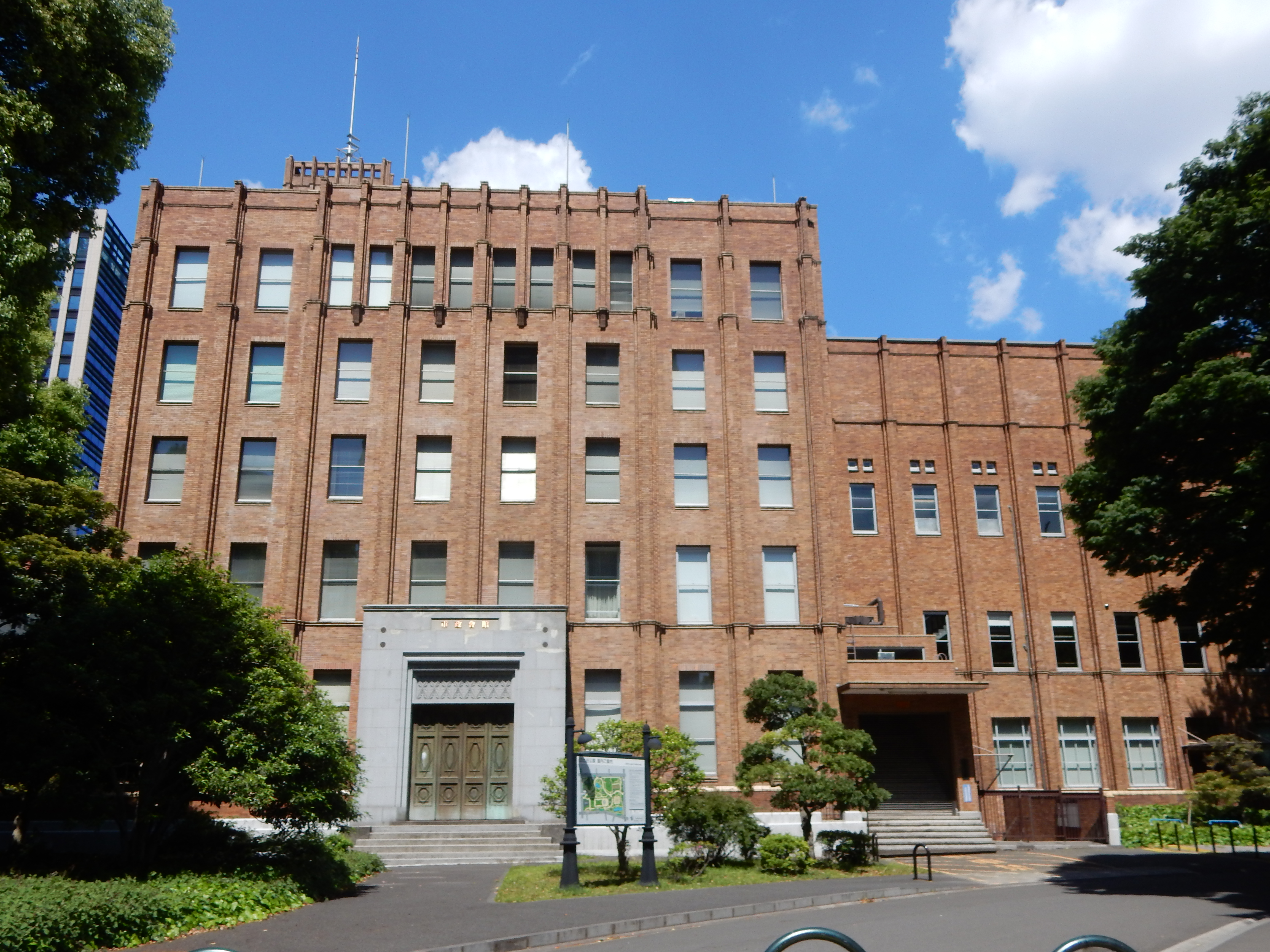
東側外観（2018年5月4日撮影）
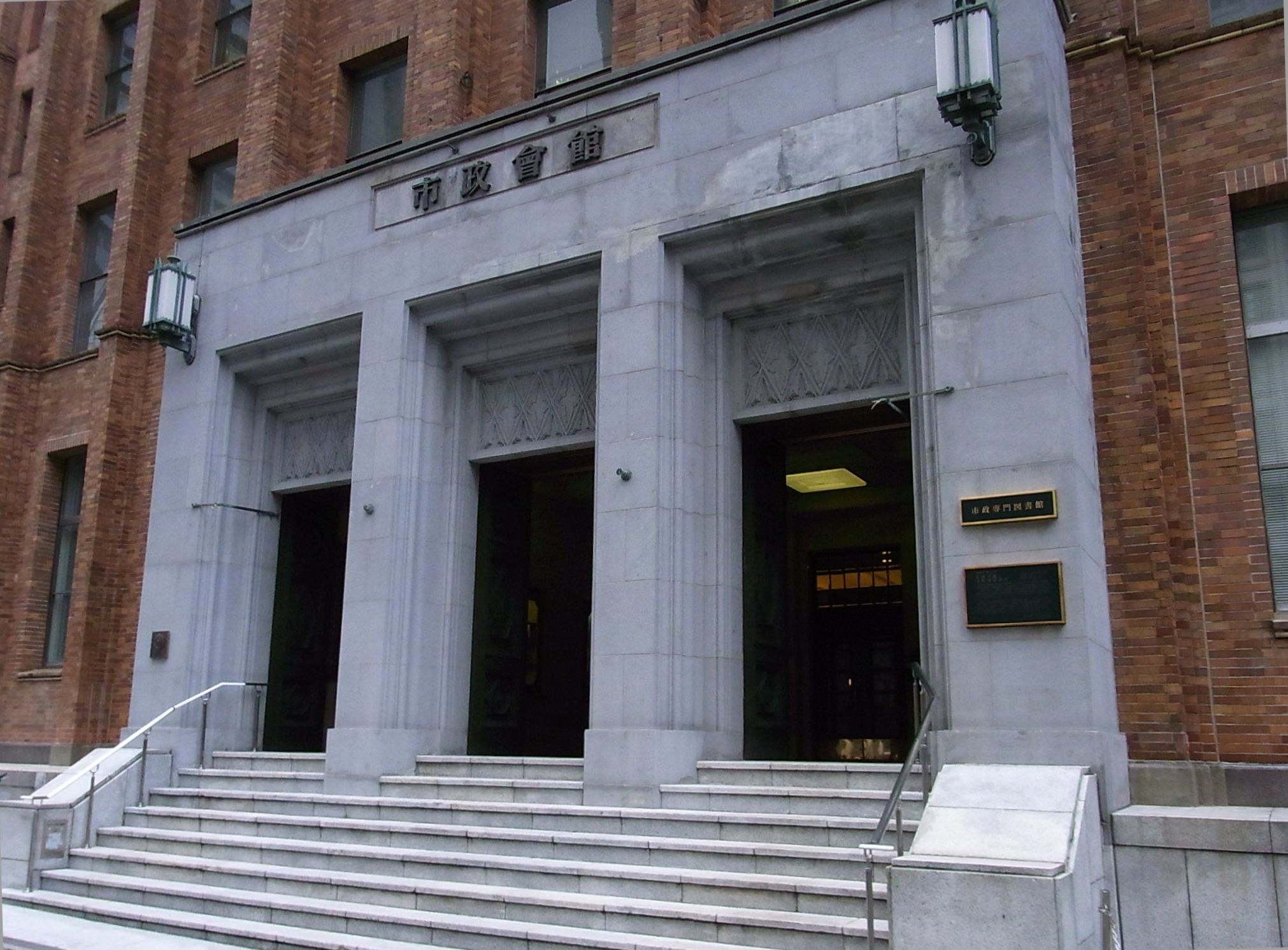
南側玄関周り（2010年1月28日撮影）
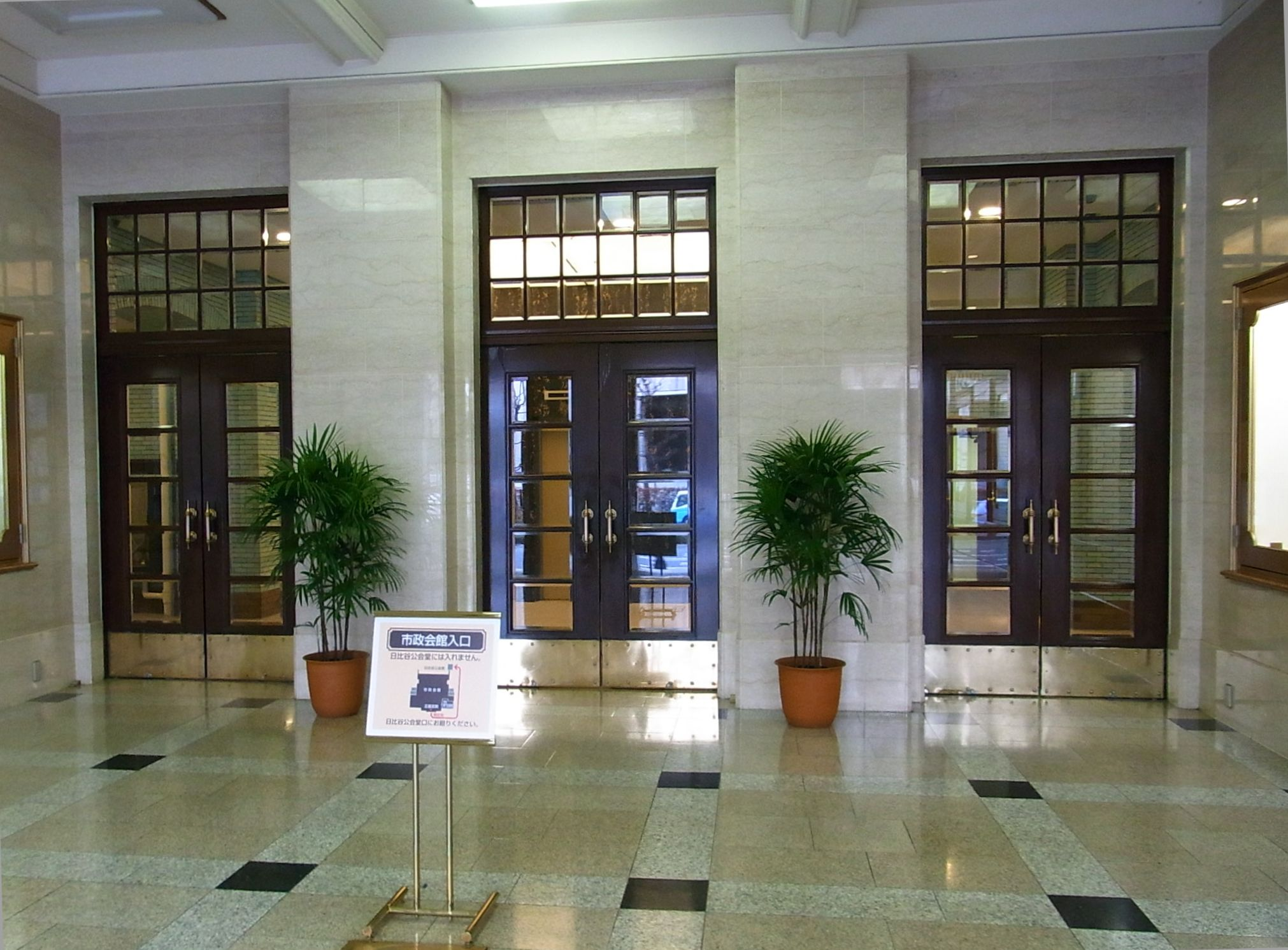
玄関ホール正面（2010年1月28日撮影）
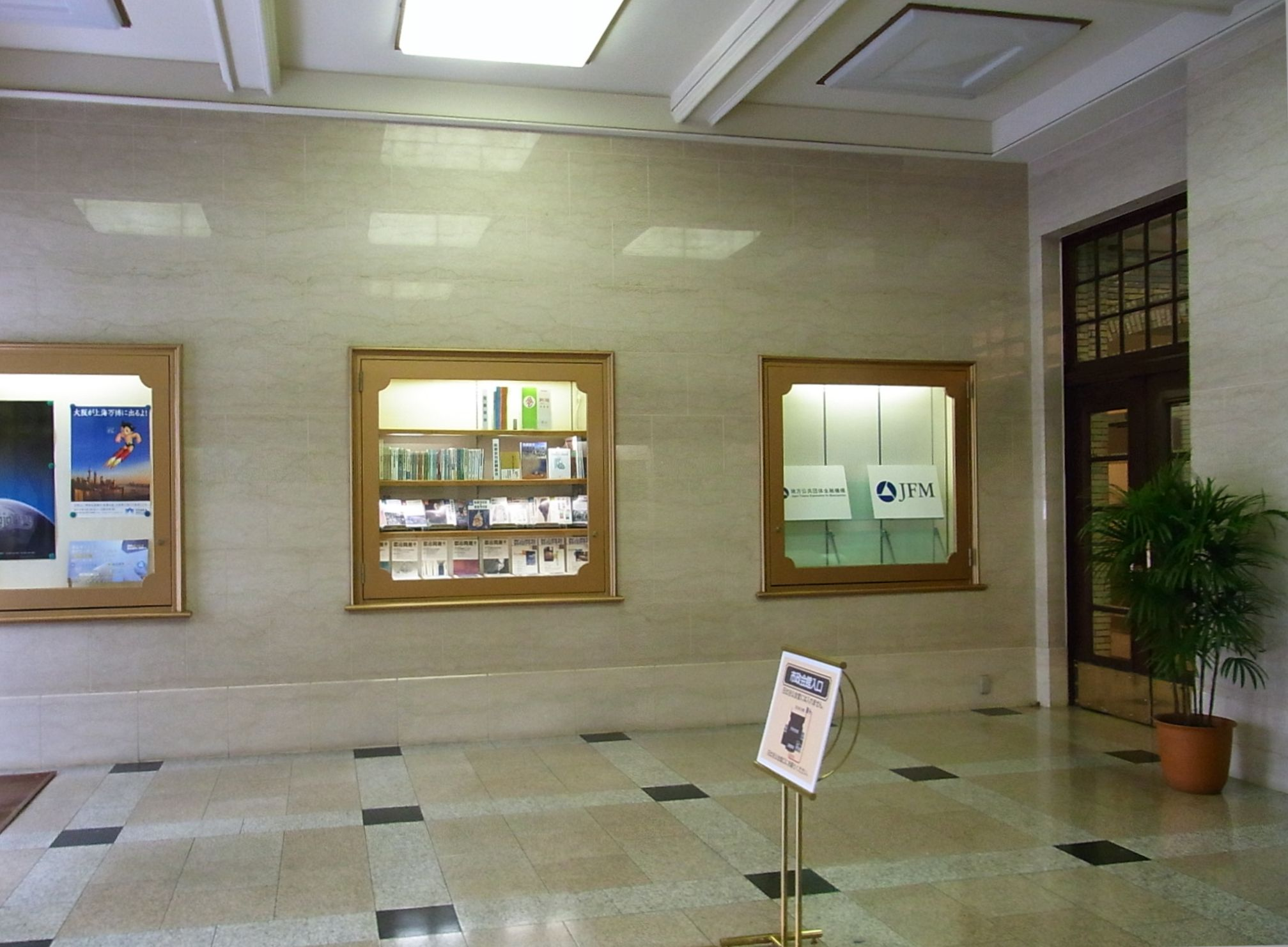
玄関ホール側面（2010年1月28日撮影）
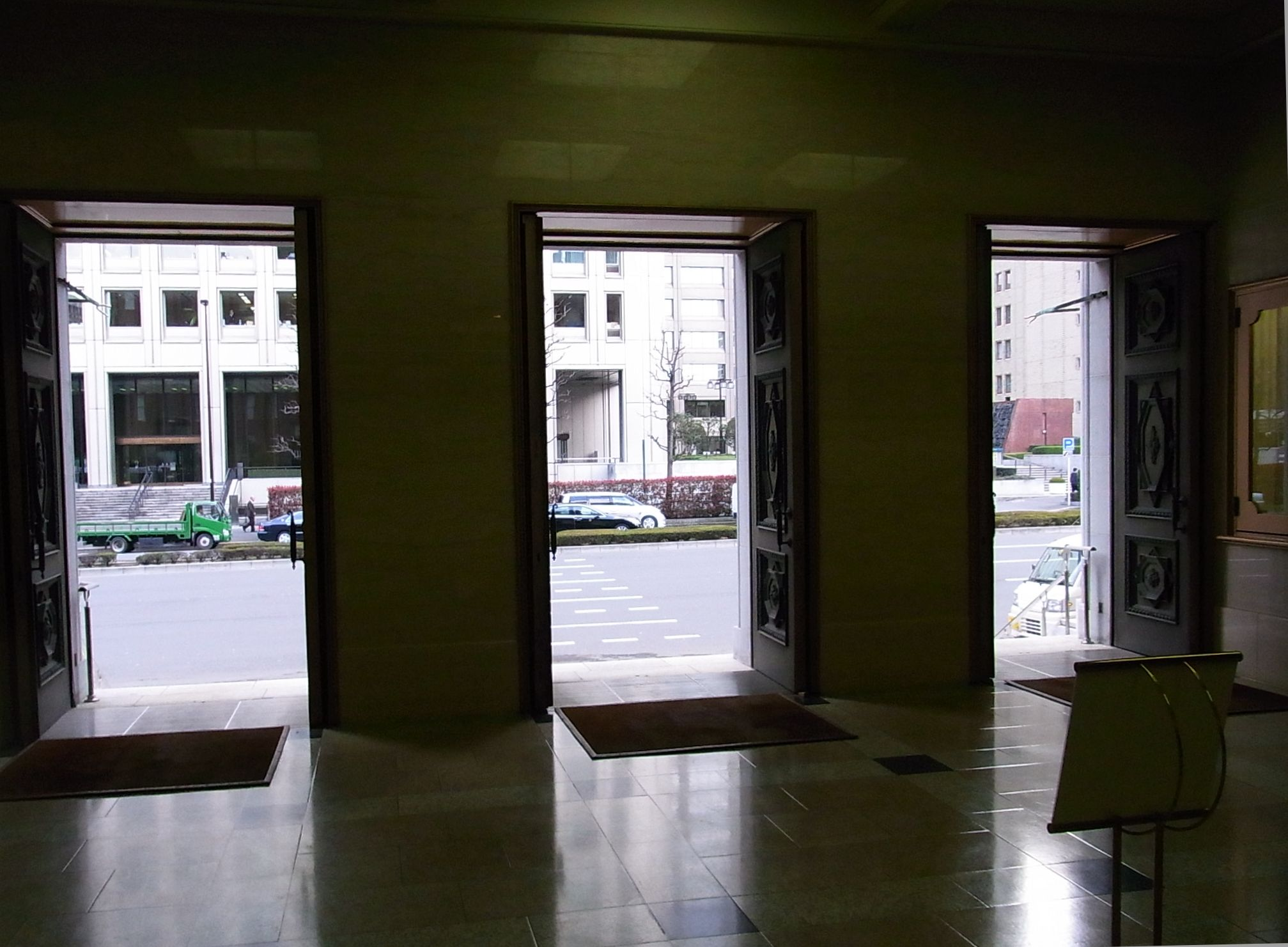
玄関ホール公道側（2010年1月28日撮影）
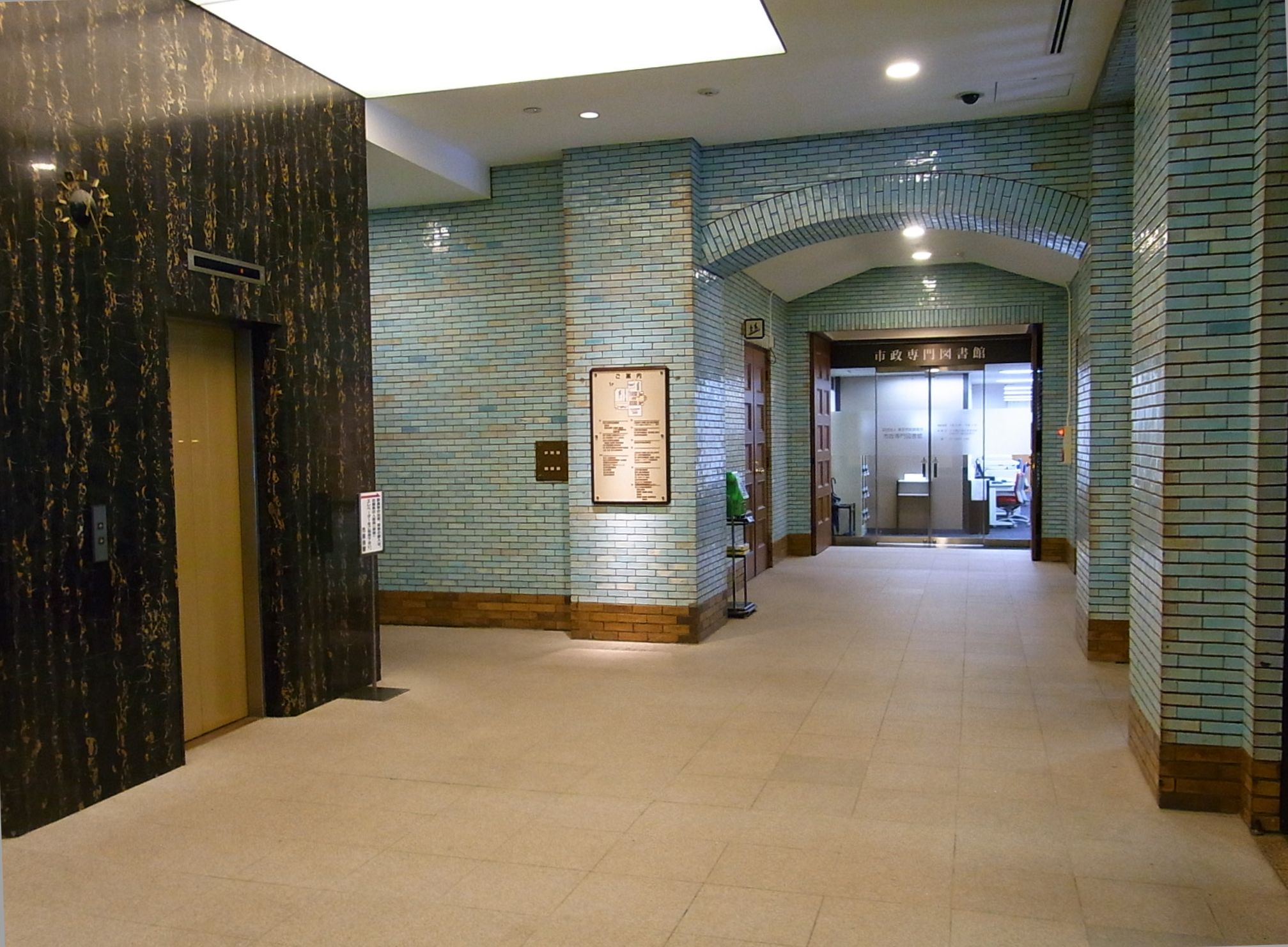
エレベーターホール（2010年1月28日撮影）
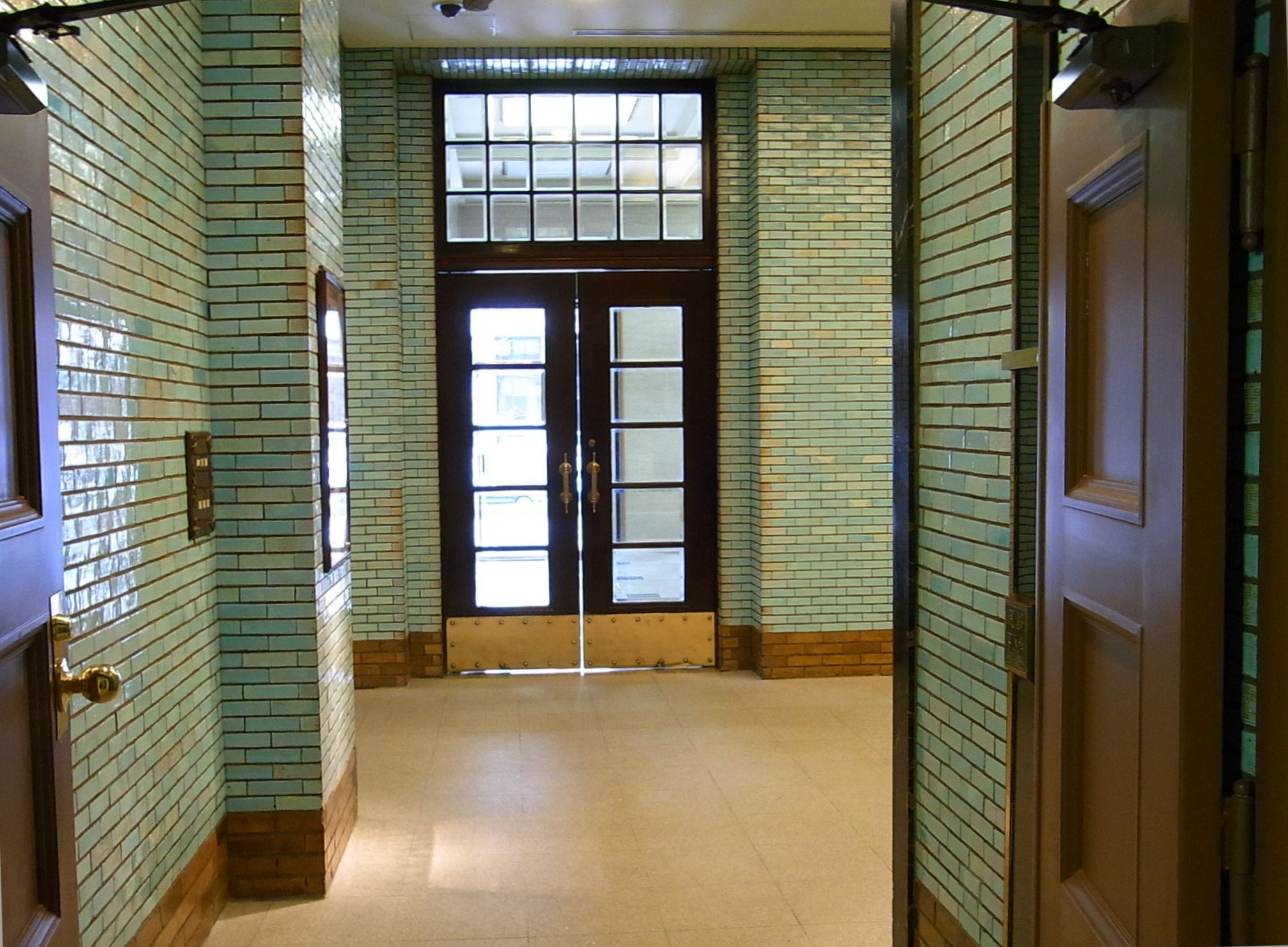
エレベーターホール事務所入口（2010年1月28日撮影）
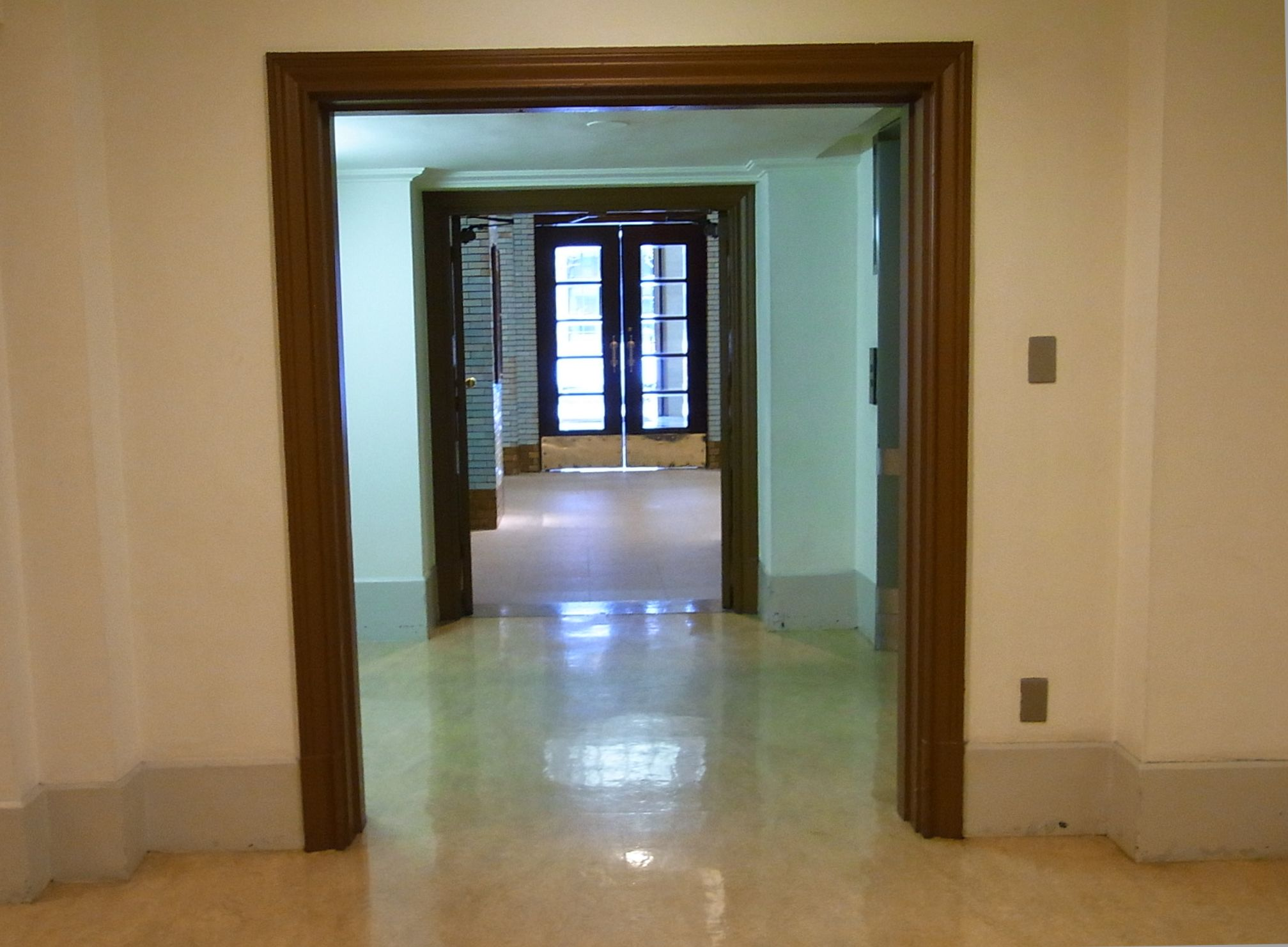
事務所の廊下（2010年1月28日撮影）